# Корьо
Корьо (на корейски: 고려 или 高麗; романизация: Koryŏ; [ko.ɾjʌ]) е корейско династическо кралство, създадено през 918 г., което слага край на времената на национално разделение, познати като периода на късните три кралства. Създаването на Корьо води до обединяването на земите на Корейския полуостров до 1392 г. Създаването на Корьо е наричано „истинско национално обединение“ от корейските историци, тъй като то не просто обединява късните три кралства на полуострова, но и успява да привлече голяма част от управляващата класа на кралство Бохай, което води началото си от Когурьо в периода на ранните три кралства. Името „Корея“ всъщност произхожда от името „Корьо“, което за пръв път се появява в историческите извори през 5-и век по време на кралството Когурьо.
Някога могъщото кралство Шила (среща се и транскрипцията "Сила", но "Шила" е по-близо до изговарянето на корейски), което владеело голяма част от земите на Корейския полуостров от 7-и век насам, започва да се разпада от вътрешни раздори в края на 9-и век. Това пък води до възобновяване на древните държави Пекче и Когурьо, които в историографията са познати като „Късно Пекче“ и „Тебонг“. Късното кралство Когурьо, познато и като Тебонг, е превзето отвътре през 918 г. от Уанг Гон – уважаван генерал с благородническо потекло. На мястото на кралство Тебонг той основава Корьо. Корьо анексира без сила късното кралство Шила през 935 г. и по военен път завладява кръсното кралство Пекче година по-късно. По този начин Уанг Гон успешно обединява териториите на Корейския полуостров. През 993 г. Корьо е принуден да се сблъсква с агресивните нашествия на китаните от династията Ляо от север. Категорична победа на армията на Корьо през 1019 г. срещу китаните донася на Корьо около век мир и културен, обществен и икономически просперитет. През този период се установява баланс на силите между Корьо, династията Ляо и династията Сун в Източна Азия.
Периодът на Корьо често е определян като „златен век на будизма“ в Корея. Като национална религия будизмът постига най-големите нива на влияние в корейската история през този период, като само в столицата са построени 70 храма в рамките на 11-и век .. Търговията процъфтява в Корьо, като търговци пристигат в страната чак от Близкия изток, а столицата Кесон (друг вариант за изписване е „Кесън“), днес разположена на територията на Северна Корея, се превръща в търговски и индустриален център. През 11-и и 12-и век търговците в Корьо въвеждат счетоводната система на двоен запис. Този период се характеризира и с големи постижения в областта на корейските култура и изкуство. Примери за това са корейските керамични изделия, които са се радвали на голямо признание от страна на династията Сун. Друг пример е „Трипитака Кореана“, която ЮНЕСКО описва като „един от най-важните и най-цялостни корпуси на будистката доктрина, представена от текстове, в целия свят“. В началото на 13-и век в Корьо са създадени подвижни метални блокчета за печатане на книги. Това се случва 200 години преди Гутенберг да изобрети своята печатна машина в Европа.
От 1170 г. управлението на Корьо де факто преминава в ръцете на поредица от могъщи военни кланове, като сред тях се отличава фамилия Чой. По време на военното управление Корьо устоява на непрестанните инвазии от страна на Монголската империя в продължение на цели 30 години до убийството на главатаря на клана Чой през 1258 г. от негови опоненти. Вследствие на това събитие монархията е възстановена частично и е постигнато мирно споразумение с монголците. Монархията е изцяло възстановена едва през 1270 г. След това Корьо се превръща в полуавтономно държавно формирование под контрола на предвожданата от монголци династия Юен. Независимостта е възстановена в средата на 14-и век по време на управлението на Конгмин. След това генералите Чой Йонг и И Сонг-гйе, постигайки важни военни победи срещу нашественици от север и юг, получават одобрението на хората. През 1388 г. И Сонг-гйе е изпратен да се разправя с династията Мин, но вместо това той връща войските си назад и се сражава срещу Чой Йонг. През 1392 г. той основава новата държава Чосон, слагайки край на 474-годишното съществуване на Корьо на Корейския полуостров.

## Етимология
Името "Корьо" (на корейски: 고려 или 高麗; романизация: Koryŏ), което е първоизточник на названието "Корея", за пръв път е използвано през 5-и век в името на кралство Когурьо (на корейски: 고구려 или 高句麗; романизация: Koguryŏ), едно от Трите корейски кралства. През 918 г. Корьо е създадено и като наследник на Когурьо заема отчасти неговото име. В исторически контекст и Когурьо (37 г. пр.н.е. - 668 г. сл.н.е), и Късно Когурьо (901-918), и Корьо (918 - 1392) използват името "Корьо". Историографските им имена могат да бъдат открити в "Самгук саги" - архив, създаден през 12-и век. Корьо е използвал и имената "Самхан" и "Хедонг", което в превод означава "на изток от морето".

## История

### Ранен период

#### Основаване
В края на 7-и век кралство Шила обединява Трите корейски царства и навлиза в периода, познат в историографията като "Късна Шила" или "Обединена Шила". След време Шила решава да въведе национална политика по интегриране на бежанците от Пекче и Когурьо, наречена "Обединяването на Самхан" - референция към Трите корейски царства ("Самхан" в превод означава "Трите Хан", референция към най-ранните три протодържави на Корейския полуостров). Въпреки опитите на Шила бежанците от Пекче и Когурьо не проявяват ентусиазъм и се отнасят с недоворие и неприязън към Шила. Късното кралство Шила се характеризира с период на мир, тъй като в продължение на 200 години няма нито една чужда инвазия на територията на монархията. Шила запазва търговските си връзки с далечни места, включително и Близкия изток и запазва военноморското си превъзходство в Източна Азия. В края на 8-и век Шила започва да бъде разтърсвана от вътрешни политически раздори в столицата и рухване на йерархията в обществото, което води до отслабване на централното управление и увеличаване на влиянието на "ходжок" (на корейски: 호족 или 豪族) - регионални лордове. Военният офицер Гьон Хуон съживява Пекче през 892 г. заедно с потомците на бежанците от Пекче, а будисткият монах Кунг Йе възстановява Когурьо през 901 г. заедно с помощта на потомците на бежанците от Когурьо. Новосформираните държави се наричат "Късно Пекче" и "Късно Когурьо" в историографията, а заедно с Шила - "Късните три кралства".
Късното Когурьо се разполага в северните райони на Късна Шила, което заедно със столицата Кесон, на територията на днешна Северна Корея, са най-важните центрове за потомците на бежанците от Когурьо. Сред тези потомци е и Уанг Гон, член на могъщ военноморски "ходжок", базиран в Кесон, чийто произход може да се проследи до уважаван клан от Когурьо. Уанг Гон постъпва на военна служба при Кунг Йе на 19-годишна възраст през 896 г. преди Късно Когурьо да бъде основано. През следващите години той става главно действащо лице в победите срещу Късно Пекче и по този начин печели доверието на хората. Използвайки своите добри военноморски умения, той постепенно завладява крайбрежните райони на Късно Пекче и окупира ключови позиции. Една от тях е днешният град Наджу в Република Корея. Кунг Йе бил нестабилен и коварен: той мести столицата в Чоруон през 905 г., променя името на кралството на Маджин през 904 г., след това на Тебонг през 911 г., обявява себе си за новия Буда, твърди, че може да чете мисли и екзекутира свои близки и роднини под властта на параноята. През 918 г. Кунг Йе е детрониран от собствените си генерали, а на трона е издигнат Уанг Гон. Посмъртно Уанг Гон е удостоен с името "Теджо", познат е и като "Великият родоначалник". Той променя името на страната на Корьо и мести обратно столицата в дома си Кесон. Корьо разглежда себе си като наследник на Когурьо и поради това предявява претенции към териториите на Манджурия. Един от първите декрети на Теджо е свързан с повторното населяване и укрепяване на древната столица на Когурьо Пхенян, която дълго време е в руини. По-късно той я провъзгласява за "Западната столица" и преди смъртта си акцентира върху ключовото ѝ значение в своите десет завета, които оставя на наследниците си.

#### Обединение
За разлика от Кунг Йе, който изпитвал дълбока неприязън към кралство Шила, крал Теджо бил благосклоен към отслабеното кралство. През 927 г. Гьон Хуон, който си бил обещал да отмъсти за последния край на Пекче, когато създава Късно Пекче, отвоюва столицата от Късна Шила, принуждава кралят да се самоубие, а на трона слага своя марионетка. Теджо се притичва на помощ на Късна Шила, но претърпява голяма загуба срещу Гьон Хуон в близост до днешния южнокорейски град Тегу. Теджо оцелява на косъм и то благодарение на саможертвите на генералите Шин Сун-гьом и Ким Нак. По този начин Късно Пекче се превръща в доминиращата сила сред Късните три кралства. Все пак силите натежават в полза на Корьо след няколко победи срещу Късно Пекче през 930 г. и 934 г., и мирното анексиране на Късна Шила през 935 г. Теджо приема капитулацията на последния крал на Шила и обединява управленческата класа на Късна Шила. През 935 г. Гьон Хуон е свален от трона от най-големия си син след спорове за наследяването на трона и е хвърлен в затвора. Три месеца по-късно той бяга в Корьо и е приет там от някогашния си враг. На следващата година по молба на Гьон Хуон, Теджо и Гьон Хуон завладяват Късно Пекче с армия от над 87 000 войници, като с това слагат край на ерата на Трите късни кралства.
След унищожаването на Бохай от династията Ляо на китаните през 927 г. последният коронован принц на Бохай и голяма част от управляващата класа бягат в Корьо, където те са топло посрещнати от крал Теджо, който ги дарява със земя. Теджо освен това включва коронованият принц на Бохай в кралското семейство на Корьо, обединявайки двете държави-наследници на Когурьо. Според корейските историци с този акт той постига "истинското национално обединение" на Корея. Според различни исторически източници бежанците от Бохай наброявали няколко десетки хиляди домакинства. Още около 3000 семейства пристигат от Бохай в Корьо през 938 г. Бежанците от Бохай съставляват 10% от населението на Корьо. Като наследници на Когурьо династиите на Бохай и Корьо са свързани. Теджо изпитвал силна привързаност към Бохай и я наричал своята "роднинска страна" и защитавал бежанците, идващи от там. Това е в пълен контраст с Късна Шила, която винаги е имала по-скоро студени отношения с Бохай. Теджо показвал голяма неприязън към китаните, които унищожили Бохай. През 942 г. династията Ляо изпраща на крал Теджо 30 пратеника и 50 камили като подарък, но Теджо изпраща в изгание на самотен остров пратениците, а камилите оставя да гладуват под един мост. Този случай е познат като "Инцидентът на моста Манбу". Теджо предлага на Гао-дзу от Късната династия Цзин да нападнат китаните и да отмъстят за Бохай. Освен това, в своите десет завета, които оставя на наследниците си, Теджо описва китаните като "диви зверове", от които трябва да се пазиш.

#### Политическа реформа
Въпреки че Корьо успява да обедини Корейския полуостров, местните лордове ходжок запазват голяма част от независимостта и по този начин се превръщат в заплаха за монархията. За да закрепи политическите си съюзи, Теджо се жени за 29 жени от големи ходжок семейства и става баща на 25 сина и 9 дъщери. Неговият четвърти син Куанджон взима властта през 949 г., като се превръща в четвъртия владетел на Корьо. Той веднага започва да въвежда реформи, с които да консолидира монархическата власт. През 956 г. Куанджон освобождава военноплениците и бежанците, които са били поробени от ходжок по време на периода на Късните три кралства, като по този начин отслабва силата на регионалната власт и увеличава популярността на централната власт. През 958 г. по съвет на Шуан Джи Куанджон въвежда "куаго" - система за тестване на държавните и обществени служители, първоначално базирана на имперските изпити на династията Тан. Това също се случва с цел консолидиране на монархическата власт. Куаго се превръща във важна институция в Корея до отхвърлянето ѝ през 1894 г. Куангон използвал "цялостната импералилистична система" на власт и всеки, който дръзнел да опонира на неговите реформи, бил отстраняван.
Наследникът на Куанджон - Кьонджон, въвежда нов закон за земите през 976 г., като той също подкрепя опитите на неговия предшественик за укрепяне на монархията. Следващият владетел Сонджон подсигурява централизирането на властта и полага основите на един централизиран политически ред. Сонджон създава още бюрократи, които като продукт на системата "куаго" са обучени да бъдат верни на властта. Той освен това изпраща и пратеници на двореца в различните райони. В резултат на това властта на монарха става все по-силна и неговият подпис е нужен за взимането и на не толкова грандиозни решения. Сонджон подкрепя конфуцианството и разделянето на властта от религията, по идея на Чой Сънно. Сонджон полага и основите на образователната система в Корьо. Той основава държавния университет "Кукчагам" през 992 г., подкрепя вече създадените от Теджо училища в Кесон и Пхенян, грижи се за държавните библиотеки и архиви в Кесон и Пхенян, в които има десетки хиляди книги.

#### Войната между Корьо и китаните
След инцидента на моста Манбу през 942 г. Корьо започва да се готви за конфликт с империята на китаните (в българската литература се среща и изписването "кидани"). Чонджон, третият монарх на Корьо, създава армия от над 300 000 воина през 947 г. Куанджон пък строи крепости на север от реката Чонгчон, разширявайки обхвата им до реката Ялудзян. Китаните възприемат Корьо като заплаха и след известно нарастване на напрежението през 993 г. започват офанзива. Корейците губят при първото си сражение с китаните, но след това при реката Чонгчон успяват да вземат победа. Започват преговори между командир Со Хи от Корьо и командира от династия Ляо Шао Сунинг. В крайна сметка Корьо се превръща в длъжник на Ляо, задължавайки се да изплаща данък, като по този начин влошава отношенията си с династия Сун. Династия Ляо пък отстъпва земи на изток от река Ялудзян на Корьо. През 994 г. Корьо предлага на династията Сун да нападнат династията Ляо, но те отказват. Няколко години по-рано, през 985 г., когато Сун предлагат на Корьо да нападнат заедно Ляо, от Корьо също отказват. Известно време отношенията между Корьо и Ляо са топли. През 996 г. Сонджон се жени за принцеса от династията Ляо.
Империята на китаните става все по-могъща и в един момент претендира за земите на изток от река Ялудзян, които някога е дала на Корьо. Корьо отказва да ги даде. През 1009 г. генералът Канг Чо извършва държавен преврат, като убива крал Мокджон и изкачва на трона Хьонджон. През следващата година, под претекст, че иска да отмъсти за крал Мокджон, император Шен-цзун от династията Ляо напада Корьо с армия от над 400 000 войника. Междувременно Корьо се опитва да установи отношения с династията Сун, но получава в отговор пренебрежение, тъй като Сун подписват споразумението Шанюан през 1005 г. Корьо печели първата битка срещу Ляо заедно с генерал Ян Гю, но губи втората, когато начело на армията е Канг Чо. В тази битка армията на Корьо претърпява много загуби и жертви, много воини са заловени и убити, включително и Канг Чо. По-късно Пхенян е защитен успешно, но армията на Ляо напредва към Кесон. Хьонджон, по препоръка на Канг Гамчан, се евакуира на юг към Наджу, като скоро след това Кесон е атакуван и завладян от армията на Ляо. Хьонджон изпраща свои доверени хора да преговарят за мир с обещанието, че лично той ще отиде да изкаже благодарности на императора на Ляо. Така китаните започват своето оттегляне. Въпреки обещанието китаните са неедократно нападани по време на изтеглянето си. Ян Гю успява да спаси над 30 000 военнопленика, но самият той загива в една от битките. Според исторически архиви китаните са атакувани, докато пресичат река Ялудзян и много от тях се удавят там. Вследствие на тези събития Хьонджон не спазва обещанието си лично да благодари на императора на Ляо и отказва да даде на китаните земите на изток от река Ялудзян.
Китаните построяват мост над реката Ялудзян през 1014 г. и нападат през 1015, 1016 и 1017 г. Корейците побеждават през 1015 и 1017 г., а китаните - през 1016 г. През 1018 г. Ляо отново предприема нападение, водено от Шао Паия, големият брат на Шао Сунинг, с армия от 100 000 воина. Армията на Ляо е обсадена и претърпява големи загуби. Армията на Ляо все пак успява някак да продължи към Кесон, но по пътя продължава да бъде нападана и в крайна сметка се обръща и потегля назад след неуспешен опит да завладее столицата. Оттеглящата се армия на Ляо е пресрещната от командир Канг Гамчан в днешния град Кусон, където бойците на Корьо нанасят съкрушителна загуба върху противниците си. Шен-цзун прави повторен опит за завладяване на Корьо, но намеренията му са посрещнати с отрицание вътре в държавата му. През 1020 г. Корьо изпраща васален данък на Ляо, като по този начин отношенията между двете страни се подобряват. Шен-цзун не изисква от Хьонджон лично да отиде при него, нито предявява претенции към земите на изток от река Ялудзян. Единствените му условия били "декларация за васалност" и освобождаване на задържан пратеник на Ляо. В историческите архиви на Ляо се казва, че Хьонджон се е предал и се е молил за мир на Шен-цзун, но според днешните историци фактически е постигнато съгласие за мир между двете страни. Хьонджон запазва своята кралска титла и установява дипломатични отношения с династия Сун. Кесон е построен наново, този път още по-внушителен. Между 1033 г. и 1044 г. е построена стена от устието на река Ялудзян до източния бряг на Корейския полуостров срещу бъдещи нашествия. Ляо никога повече не напада Корьо.

#### Златната ера
След войната между Корьо и китаните е установен баланс на силите в Източна Азия между Корьо, Ляо и Сун. С победата си срещу Ляо Корьо добива увереност във военната си мощ и вече не се притеснява от заплаха от страна на китаните. Фу Би, един от основните съветници на династията Сун, е бил добре запознат с военните способности на Корьо и самият той казва, че Ляо се страхували от Корьо. По отношение на поведението на корейците, той казва: "Сред всички народи и хора, които са били асимилирани от китаните или са им станали васали, корейците са тези, които никога не скланят глава". Сун гледа на Корьо като потенциален военен сътрудник и поддържа близки отношения с кралството. Междувременно Ляо се опитва да установи близки отношения с Корьо, за да предотврати установяването на военен съюз между Сун и Корьо. За да изпълни тази своя цел, Ляо се възползва от голямото значение на будизма в Корьо, като предлага на кралството будистки знания и артефакти. През 11-и век на Корьо се гледа като страната, която може да е факторът, който да помогне на Ляо или Сун да постигне военно надмощие. Когато пратеници на императорите от династиите Ляо и Сун пристигат в Корьо, те са посрещани като приятели, не като васали. Международната репутация на Корьо е добре пласирана. От 1034 г. търговци от Сун и пратеници от племената на джурчените и кралство Тамла започват да посещават ежегодния празник Палгуанхо, който се провежда в столицата Кесон. По време на управлението на Мунджон племената хейшуй мохе и представители на Япония също започват да присъстват. Кралство Тамла на о-в Чеджу става част от Корьо през 1105 г.
Златната ера за Корьо продължава около 100 години в началото на 12-и век и се характеризира като период на търговски, интелектуален и артистичен напредък. Столицата се превръща в търговски и индустриален център, а търговците въвеждат една от най-древните системи на двойния запис в света, която се използва до 1920 г. Архивите от Корьо регистрират пристигането на търговски от Арабския полуостров през 1024, 1025 и 1040 г., както и пристигането на стотици търговци от Сун ежегодно, започвайки от 30-те години на 11-и век. През този период има много изобретения по отношение на принтирането и отпечатването, което разпространява знанията по философия, литература, религия и наука. В края на 11-и век Корьо започва да изнася книги за Китай, династията Сун транскрибира хиляди корейски книги. Първата "Трипитака Кореана" с обем от около 6000 тома е завършена през 1087 г. Частната академия "Мунхон конгдо" е основана през 1055 г. от Чой Чунг. Скоро след това в Корьо има вече 12 частни академии, които си съперничат с университета "Кукчакам". В отговор на тази тенденция няколко владетеля подред правят реформи, с които да възродят авторитета и качеството на държавното образование, възпитавайки кадри като Ким Бусик. През 1101 г. в държавния университет "Кукчакам" е създадено бюро за печатане. В началото на 12-и век се създават регионални училища, наричани "хянхак". Управлението на Мунджон между 1046 г. и 1083 г. е наричано "Управление в мир" (на корейски: 태평성대 или 太平聖代) и се смята за най-успешния и мирен период в историята на Корьо. Мунджон успява да достигне най-високите върхове в културното развитие на Корьо. Той има 13 сина, от които трима стават наследници на трона, а четвъртият - Уйчон, става популярен будистки монах.